# WinDev Mobile
WinDev Mobile es una  herramienta CASE profesional que permite crear muy rápidamente aplicaciones para dispositivos móviles Pocket PC, Smartphones (teléfonos móviles que funcionan con Windows Mobile) y para terminales industriales.
La compatibilidad de códigos de WinDev y de su versión móvil permite una transferencia fácil entre las dos aplicaciones.